# Orphninotrichia acta
Orphninotrichia acta är en nattsländeart som beskrevs av Arturs Neboiss 1977. Orphninotrichia acta ingår i släktet Orphninotrichia och familjen smånattsländor. Inga underarter finns listade i Catalogue of Life.